# Davis H. Waite
Davis Hanson "Bloody Bridles" Waite, född 9 april 1825 i Jamestown, New York, död 27 november 1901 i Aspen, Colorado, var en amerikansk politiker. Han var guvernör i delstaten Colorado 1893–1895. Hans seger år 1892 var Populistpartiets enda seger i ett guvernörsval i Colorado.
Waite var med i delstatspolitiken i Wisconsin och i Kansas innan han flyttade till Colorado. Han var tidigt medlem i republikanerna. Waite var fredsdomare i Aspen och en framträdande politiker inom Populistpartiet som fick en organisation som täckte hela USA år 1892. Det året valdes Waite som det nya partiets kandidat till guvernör. Han var en framstående förespråkare för kvinnlig rösträtt och 1894 års guvernörsval blev det första i Colorado där även kvinnorna fick rösta. Waite förlorade valet mot Albert McIntire och ändrade också sin åsikt om kvinnlig rösträtt. "Bloody Bridles" hade han blivit i folkmun efter ett tal år 1893 med sitt försvar för friheten: "It is better, infinitely better that blood should flow from the horses' bridles rather than our national liberties should be destroyed."
Efter sin tid som guvernör arbetade Waite som journalist och förblev aktiv inom Populistpartiet fram till sin död år 1901. Han gravsattes på Red Butte Cemetery i Aspen.